# Furlanetto
Furlanetto, pseudonimo di Vincenzo Furlai (Milano, 19 settembre 1895 – Milano, 6 aprile 1969), è stato un attore italiano.

## Filmografia

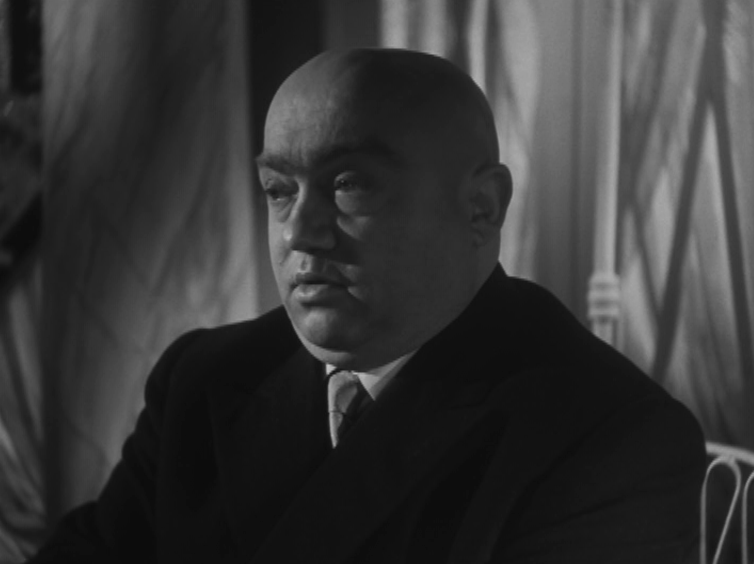
Furlanetto in una scena del film Vita da cani (1950)

- Lo sconosciuto di San Marino, regia di Michał Waszyński (1946)
- Vita da cani, regia di Mario Monicelli e Steno (1950)
- Le due verità, regia di Antonio Leonviola (1951)
- Buon viaggio, pover'uomo, regia di Giorgio Pàstina (1951)
- Miracolo a Milano, regia di Vittorio De Sica (1951)
- Miracolo a Viggiù, regia di Luigi Giachino (1951)
- Carmen proibita, regia di Giuseppe Maria Scotese (1952)
- Per le vie della città, regia di Luigi Giachino (1956)
- Mio figlio Nerone, regia di Steno (1956)
- Totò, Peppino e i fuorilegge, regia di Camillo Mastrocinque (1956)
- Il ricatto di un padre, regia di Giuseppe Vari (1957)
- Femmine tre volte, regia di Steno (1957)
- Gambe d'oro, regia di Turi Vasile (1958)
- Caporale di giornata, regia di Carlo Ludovico Bragaglia (1958)
- Il vedovo, regia di Dino Risi (1959)
- I soliti rapinatori a Milano, regia di Giulio Petroni (1961)
- L'assassino si chiama Pompeo, regia di Marino Girolami (1962)
- La vita agra, regia di Carlo Lizzani (1964)
- L'ospite segreto, regia di Eriprando Visconti - film TV (1967)

## Doppiatori italiani
- Mario Ferrari in Vita da cani
- Vinicio Sofia in Mio figlio Nerone